# Jogihalli, Sorab
Jogihalli là một làng thuộc tehsil Sorab, huyện Shimoga, bang Karnataka, Ấn Độ.